# Чеканы (мухоловки)
Чеканы (лат. Saxicola) — род воробьиных птиц из семейства мухоловковых. Ранее относили к семейству дроздовых. Распространены в Афроевразии. Все представители рода являются насекомоядными птицами, обитающими в открытых кустарниках и лугах с небольшими кустарниками.

## Виды
В состав рода включают 15 видов:
- Saxicola caprata (Linnaeus, 1766) — Чёрный чекан
- Saxicola dacotiae (Meade-Waldo, 1889) — Канарский чекан
- Saxicola ferreus J.E. Gray & G.R. Gray, 1847 — Серый чекан
- Saxicola gutturalis (Vieillot, 1818) — Тиморский чекан
- Saxicola insignis G.R. Gray, 1847 — Большой чекан
- Saxicola jerdoni (Blyth, 1867) — Чёрно-белый чекан
- Saxicola leucurus (Blyth, 1847) — Белохвостый чекан
- Saxicola macrorhynchus (Stoliczka, 1872) — Пустынный чекан
- Saxicola maurus (Pallas, 1773) — Азиатский черноголовый чекан
- Saxicola rubetra (Linnaeus, 1758) — Луговой чекан
- Saxicola rubicola (Linnaeus, 1766) — Западный черноголовый чекан
- Saxicola sibilla (Linnaeus, 1766)
- Saxicola stejnegeri (Parrot, 1908) — Восточный черноголовый чекан
- Saxicola tectes (Gmelin, 1789) — Реюньонский чекан
- Saxicola torquatus (Linnaeus, 1766) — Черноголовый чекан, или черногорлый чекан